# Pennywise
Pennywise, el payaso bailarín, también llamado Eso (en inglés, It), es un personaje ficticio creado por el escritor Stephen King para su novela de terror It, en la cual es el principal antagonista y villano. Fue interpretado por el actor británico Tim Curry en la miniserie It de 1990 y por el sueco Bill Skarsgård en la película It, de 2017, y en su continuación, It Chapter Two, de 2019.

## Descripción del personaje
Pennywise no tiene forma fija, pero suele aparecer en forma de payaso. Mientras que en la novela es descrito como un cruce entre Bozo y Ronald McDonald, vestido con un traje enteramente plateado con botones naranjas y con una tonalidad de piel blanca; en la miniserie para televisión se le ve como un payaso calvo, con la cara blanca, con una coronilla de cabello rojo alrededor de la cabeza, una nariz roja, una gorguera, unos tirantes amarillos con botones naranjas, guantes blancos y traje amarillo de cuerpo entero; de vez en cuando lleva globos en su mano y en la adaptación fílmica lleva un sucio traje de payaso victoriano plateado con gorguera y puños de encaje blancos, pompones y bordados de hilos rojos adornando su atuendo. En sus zapatos también los lleva. En numerosas ocasiones le suelen aparecer colmillos amarillentos para atemorizar a sus víctimas. Tiene un sentido del humor muy extraño. Se suele reír y contar chistes grotescos.

## Historia del personaje
Pennywise es una antigua entidad extradimensional cuya verdadera forma nunca fue vista. Tiene su origen antes de la formación del universo mismo en un lugar llamado "Macrocosmos", un plano dimensional donde existen él (en un sector que llama "los fuegos fatuos"), La Tortuga, más todo lo que existe. El Macrocosmos es tan grande que según se ha explicado, el universo mismo no es más que una mancha en el caparazón de la Tortuga, resultado de una vez que esta vomitó.
Es posible que el cuerpo de Pennywise que existe en el Macrocosmos, en un plano muy lejano al él llama los «Fuegos fatuos», no tenga una apariencia física definida al menos según los conceptos humanos, siendo su naturaleza muy similar a la idea de un omnipotente dios de la locura y la maldad. Esta es la razón por la que se lo denomina "Eso" (It, en inglés). Aunque la imagen que adopta con mayor frecuencia es la de Pennywise el payaso bailarín; en su guarida subterránea toma forma de algo que la mente humana asimila a una araña gigante, que es la que mayormente se aproxima a lo que podría ser su apariencia "real" desde el límite de la perspectiva humana y que es con la que se deja ver entre los "Perdedores", sin que éstos se vuelvan locos.
El monstruo llegó a este mundo en forma de meteorito durante la prehistoria, en el sitio donde posteriormente se construiría el pueblo de Derry. Cuando los humanos comenzaron a colonizar el lugar, Pennywise despertó, se alimentó y adoptó un ciclo de hibernación que se repite cada 27 años: a cada ciclo lo sucede una terrible ola de violencia, después de la cual vuelve a dormir.
Desde que los humanos aparecieron en el mundo, la criatura ha influenciado la existencia de los que han vivido en el sector de su caída. La percepción humana lo afecta directamente y de forma automática, en ocasiones involuntariamente, su apariencia se moldea como la manifestación de los peores temores del individuo, algo que aprovechaba y de lo que disfrutaba hasta el día en que se enfrentó a "Los Perdedores", quienes le hicieron frente atacando las debilidades de las formas que asumía. Hasta ese momento Pennywise se consideraba a sí mismo omnipotente e indestructible, pero tras enfrentarse a los niños comprendió que existía una regla que dictaba que al asumir una forma quedaba sujeto a las limitaciones que esta poseía. Eso quería decir que era posible destruirlo atacando los puntos débiles de la forma que asumía y por primera vez en su existencia desarrolló miedo a la muerte, cosa que lo hizo imponerse como objetivo la destrucción de los Perdedores, los únicos humanos que habían decidido hacerle frente y suponían un peligro para él porque se habían transformado en un Ka-tet tan fuerte y unido que eran prácticamente inmunes al control que poseía sobre el resto de habitantes del pueblo.
Durante el segundo rito de Chüd, Bill no solo comprendería que Eso no vivía en los Fuegos Fatuos, sino que realmente él era los Fuegos Fatuos y su forma como tal es una indecible masa informe de luces naranjas que solo mirarlas provoca muerte o locura. Esta es la razón por la que quienes miraron los ojos de Eso mientras emanaba luz naranja tuvieron tan nefastos destinos, ya que esta luz les mostraba su forma real. Bill también comprendería que en cierto sentido Eso jamás había salido del macrocosmos y lo que se conoce como Pennywise es una suerte de proyección física de sí mismo que envió a este universo y a través de la cual se alimenta. Esta conexión va aún más allá y Bill descubre que la unión entre los Fuegos y el payaso era tan grande que si el rito destruía su forma física, los Fuegos fatuos mismos serían exterminados, cosa que sucedió cuando lograron matarlo.
Un punto interesante es que existe la posibilidad de que Pennywise pudiera reproducirse, puesto que los "Perdedores" descubren en 1958 que está gestando y cuando le vencen en 1985, Ben Hanscom se encarga de destruir las crías antes que nazcan, por lo que jamás se aclara si estas crías serían directamente su progenie o solo monstruos creados por el payaso.

### Cronología conocida
- Prehistoria: Eso cayó a la Tierra en un enorme cataclismo muy similar a un impacto de asteroide y se estrelló donde millones de años después se levantaría el pueblo de Derry. Una vez que los humanos empezaron a asentarse en ese territorio, el monstruo despertó, comenzó a alimentarse y adoptó un ciclo de hibernación por un largo período, despertando aproximadamente cada 27 años. Cuando Eso despierta ocurre una gran ola de violencia y otra gran ola de violencia ocurre cuando vuelve a dormir:
- 1715-1716: Eso despierta.
- 1740-1743: Eso despierta y durante tres años siembra el terror culminando con la desaparición de 300 colonos en el poblado de Derry.
- 1769-1770: Eso despierta.
- 1851: Eso despierta cuando un hombre llamado John Markson envenena a su familia y luego se suicida con un hongo venenoso
- 1876-1879: Eso despierta y luego vuelve a su hibernación, después de que un grupo de leñadores fuesen encontrados muertos cerca del río Kenduskeag.
- 1904-1906: Eso despierta cuando un leñador llamado Claude Heroux asesina a varios hombres en un bar con su hacha. Eso vuelve a su hibernación después que explotara la fundición Kitchener, muriendo 108 personas; 88 eran niños que andaban en el lugar buscando huevos de Pascua, 8 niños y 1 adulto no volvieron a aparecer jamás.
- 1929-1930: Eso despierta cuando un grupo de gánsteres conocidos como La Pandilla de Bradley fueron tiroteados y linchados por varios ciudadanos de Derry. Eso regresa a su hibernación después que La Liga de la Decencia Blanca, un grupo de supremacista de Derry, la contraparte norte del Ku Klux Klan, incendiara un club nocturno para soldados afroamericanos llamado "Black Spot".
- 1957-1958: Eso despierta tras una gran tormenta y ocurren varios asesinatos, siendo el más notable el del pequeño George Denbrough (hermano menor de Bill). Un grupo de niños apodados "Los Perdedores" lo enfrentan y Eso es forzado a hibernar prematuramente al sucumbir contra Bill Denbrough en el primer ritual de Chüd.
- 1984-1985: Eso despierta después que tres adolescentes atacan a una pareja gay, propiciando la muerte de uno de ellos al arrojarlo al un río desde un puente donde Pennywise lo devora. Finalmente muere a manos de "Los Perdedores" cuando éstos, ya adultos, se reúnen para eliminarlo definitivamente.
- 1988: Cuando Tommy Jacklin, es enviado a Derry por suministros y comienza a enfermar por estar lejos de Haven, tiene una alucinación de Pennywise, quien había sido destruido tres años antes, asomando por una alcantarilla. (Los Tommyknockers).
- 2001: El alienígena conocido como Señor Gris viaja hasta el emplazamiento de la vieja torre de agua de Derry donde encuentra un grafiti con la frase "Pennywise vive" (El cazador de sueños).

En los periodos intermedios entre cada par de eventos, es decir mientras está despierto, una serie de desapariciones y asesinatos de niños ocurren que nunca son resueltos. A lo largo del tiempo, nadie parece recordar la ola de ataques del ciclo anterior. Las autoridades ofrecen explicaciones que, sin importar lo simples o descabelladas que parezcan, la gente acepta; se encuentra un chivo expiatorio y se da por concluido el asunto. La razón de esto es que, a lo largo del tiempo, Eso ha desarrollado una siniestra relación con el poblado de Derry y sus habitantes. Eso nunca permite que el pueblo llame demasiado la atención, para poder seguir usándolo como campo de caza. Del mismo modo, diversas manifestaciones del monstruo han estado presentes en cada uno de los eventos que han desencadenado las olas de violentas tragedias. De hecho, el poder sobre el pueblo es tan absoluto, que su muerte, en el segundo ritual de Chüd, ocasiona una tormenta y una inundación que terminará destruyendo el mismo centro de Derry.

### Las formas deEso
- Pennywise el payaso bailarín (su apariencia preferida, comúnmente usada cuando acecha a los niños, en la novela es descrito como un cruce entre Bozo y Clarabell o Ronald McDonald, vestido con un traje enteramente plateado con botones naranja).
- George Denbrough, cuando Bill examina el álbum de fotos de su hermano.
- El reanimado cuerpo de Dorsey Corcoran y la criatura de la Laguna Negra mientras persigue a Eddie Corcoran.
- La voz de Betty Ripsom, una de sus víctimas, escuchada por los padres de Betty a través de un drenaje para burlarse de ellos.
- Un pájaro gigante, inspirado por un cuervo que atacó a Mike Hanlon cuando era un bebé y Rodan, un pteranodon gigante que aparece en una película de terror japonesa de 1956 mientras persigue a Mike Hanlon (también fue avistado por Will Hanlon, padre de Mike, siendo uno de los pocos adultos que lo puede ver).
- El hombre lobo, cuando se encuentra frente a frente con Bill y Richie en la casa de Neibolt Street (usando una chaqueta de la escuela de Derry, inspirada en la película "Yo fui un lobo adolescente").
- Un leproso, cuando Eddie lo encuentra por primera vez en la misma casa de Neibolt Street.
- La Momia, Ben Hanscom recuerda haber visto una momia (de la película original) con una combinación del traje de Pennywise caminando a lo largo del congelado canal, lleva globos que flotan en contra del viento.
- Un ojo gigante, cuando los Perdedores se enfrentan a Eso debajo de Derry en las cloacas.
- Alvin Marsh, el padre agresivo y dominante de Beverly, ya que está aterrorizada por él.
- Un enjambre de sanguijuelas mutantes, cuando atacan a Patrick Hockstetter.
- Pirañas, cuando Eddie tiene miedo de cruzar el arroyo.
- Tiburón (de la película del mismo nombre), visto por un niño llamado Tommy Vicananza en el canal de Derry en 1985.
- Drácula, visto por Ben en la biblioteca de Derry en 1985. No se parece a ninguna de las variantes tradicionales de Drácula, sino que más bien se parece a Kurt Barlow de la propia obra de King “Salem’s Lot”: muy viejo, pálido y con cuchillas en vez de dientes. Le pregunta a Ben: "¿Qué fue lo que Stan vio antes de suicidarse?" El vampiro se muerde abajo en su propia boca y hace que sus labios se abran y sangren.
- Estatua de Paul Bunyan, ataca a Richie en 1958. En 1985, Richie ve como la estatua es sustituida por un Pennywise gigante.
- Tony Tracker, gerente de un depósito de camiones en Derry durante la infancia de los Perdedores. Eddie Kaspbrak lo ve en esta forma durante su visita a un campo de béisbol cerca del depósito en 1985.
- El monstruo de Frankenstein, visto por Henry, Víctor y Belch, en las cloacas mientras perseguían a los Perdedores.
- Un Dobermann, cuando Eso se encuentra con Henry en el instituto mental de Juniper Hills. Eso se convierte en un perro de 2,4 m ya que es el único animal al que el vigilante tiene miedo.
- El cadáver en descomposición de Patrick Hockstetter, lo ve Eddie brevemente en las alcantarillas como un niño antes de convertirse en el ojo. Visto por Eddie nuevamente en depósito de Tracker en 1985.
- La luna, en el momento en que Eso le da órdenes a Henry Bowers.
- Víctor Criss, mientras Eso convence a Henry para ayudarlo.
- La bruja de "Hansel y Gretel". Beverly Marsh visita su antigua casa para encontrar a una mujer llamada Kersh. La señora Kersh luego se transforma en la bruja.
- Niños muertos por Stan Uris, ya que entra en la torre depósito y recuerda la historia de los niños que se ahogaron en el depósito de la torre de agua hace algunos años atrás.
- Reginald "Belch" Huggins, adopta esta forma cuando da a Henry Bowers un paseo por la ciudad de Derry (para asesinar a los miembros restantes de los Perdedores) en 1985. Recoge a Henry en un Plymouth Fury de 1958, una referencia directa a la novela de King “Christine”.
- Luces de muerte, cuando Henry Bowers y los Perdedores se enfrentan a Eso, siendo esta su apariencia en el macroverso, las personas verán esta apariencia si miran fijamente mucho tiempo a los ojos de la araña.
- La araña gigante, lo más cercano a la representación física de Eso en la Tierra.

## Víctimas
- George "Georgie" Denbrough: Es asesinado por Pennywise durante la tormenta de 1957. Georgie es el hermano de uno de los protagonistas de la novela, Bill Denbrough. Pennywise le agarra la mano cuando George busca su barco de papel, caído en la alcantarilla. El payaso le arranca el brazo como "si le sacara un ala a una mosca".
- Betty Ripsom: Asesinada por Eso en forma de Pennywise el 26 de diciembre de 1957. Fue hallada en Jackson Street, congelada y desmembrada.
- Cherly LaMonica: Una muchacha de dieciséis años que fue hallada en el riachuelo por partes, un pescador había encontrado su brazo.
- Veronica Grogan: Fue encontrada por un niño que pareció haber visto una peluca por una rejilla, tras intentar sacarla con un palo, la cara de la niña muerta flotó sobre el agua.
- Eddie Corcoran: El monstruo le da muerte cuando estaba escondiéndose de su padrastro en un parque cerca del canal del centro del pueblo, tomando la forma de El monstruo de la laguna negra lo estrangula y posteriormente lo decapita.
- Jimmy Cullum: Su cadáver destrozado fue descubierto a mediados de julio de 1958 en uno de los principales ríos áridos del bosque. Se encontraron grandes abolladuras anormales probablemente hechas por un pájaro en su cara mutilada.
- Matthew Clements: Su cadáver fue descubierto en una carretera construida a fines de abril.
- Patrick Hockstetter: Eso lo mata succionándole la sangre en forma de sanguijuelas voladoras y se lleva el cuerpo a su guarida.
- Victor Criss: Mientras perseguía a Los Perdedores en las cloacas junto con Henry Bowers y Belch Huggins, Pennywise se convierte en el Monstruo de Frankenstein y le arranca la cabeza.
- Reginald "Belch" Huggins: Eso lo mata después de Victor, arrancándole la mitad de la cara.
- Adrian Mellon: Después de ser atacado junto con su novio por un trío de chicos, es lanzado por el puente hacía el río Kenduskeag y Bob Gray lo devora.
- Steven Johnson: Un niño hallado en el Kenduskeag, mutilado.
- Lisa Albrecht: La última víctima de Pennywise en 1984.
- Dennis Torrio: Un chico de la Escuela Secundaria de Derry, encontrado muerto en Los Barrens.
- Dawn Roy: Una niña de trece años, su cadáver fue encontrado en el Parque McCarron, decapitada.
- Laurie Ann Winterbarger: Fue asesinada entre el 7 y 14 de febrero de 1985, siete meses después de la muerte de Mellon.
- Koontz: Un guardia del manicomio donde se encuentra Henry, Pennywise lo mata en forma de perro Doberman.
- Tom Rogan: El marido de Beverly, después de secuestrar a la esposa de Bill, Pennywise lo mata con sus "Luces de muerte".
- Adam Terrault: Dieciséis años. Se denunció su desaparición cuando no volvió a su casa tras el ensayo de la orquesta. Lo encontraron al día siguiente, a muy poca distancia del sendero que atraviesa la arboleda detrás de Broadway Oeste. También decapitado.
- Frederick Cowan: Asesinado en mayo de 1985, fue encontrado por su madre con la cabeza metida dentro del inodoro, tenía el cuello quebrado.
- Jeffrey Holly: Una semana después del asesinato de Cowan, fue encontrado en el parque Bassey junto al canal con el vientre desgarrado.
- John Feury: Asesinado el 22 de mayo de 1985, apareció muerto en el 29 de Neibolt Street, le faltaban ambas piernas, se dice que se las arrancaron antes de morir, y que su causa de muerte en realidad fue un infarto producto del terrible miedo de la situación.
- Jerry Bellwood: Compañero de Feury. Lo encontraron destrozado, lo que quedaba de él apareció al pie de un muro de contención.
- Eddie Kaspbrak: Supuestamente la última víctima de Eso. En el último enfrentamiento, Eso convertido en araña lo mata arrancándole el brazo, causando que se desangre hasta la muerte. En la miniserie esta escena es menos violenta, ya que Eso, convertido en araña, lo arroja al piso y Eddie fallece víctima de un ataque de asma.

## Los Perdedores
Aunque permanece oculto y acechando la mayor parte del tiempo, se enfrenta dos veces con los protagonistas de la historia, siete niños que se hacen llamar «Los Perdedores»: Bill Denbrough, Ben Hanscom, Beverly Marsh, Richie Tozier, Eddie Kaspbrak, Mike Hanlon y Stan Uris.
Los perdedores son siete niños que han sido unidos por sus infelices vidas, pues son víctimas del bravucón Henry Bowers y su pandilla de matones. Finalmente se enfrentan a Eso, al descubrir que unidos cobran más fuerza. Son los clásicos personajes de King; héroes plausibles que se encuentran con el mal y que, aunque no lo comprendan, se enfrentan a él.
- William "Bill" Denbrough: también conocido como "Gran Bill" y "Bill el Tartaja" porque es tartamudo. Su hermano George fue asesinado por Eso en 1957. A partir de esa tragedia, sus padres lo ignoran y él desarrolla un gran complejo de culpa y por eso decide matar a Eso ya que creía que si lo mataba sus padres volverían a quererle como cuando estaba George. Es el más ingenioso y determinado de «Los perdedores», que lo consideran como el líder de los Perdedores y es el único que, en 1958 y 1985, confronta a 'Eso' en el ritual de Chüd y después logra destruir a Eso atravesando su corazón. En su vida adulta es un afamado escritor (como el mismo King y muchos de sus protagonistas). Además está casado con una reconocida actriz de cine. Es el más devoto a que el grupo permanezca unido.
- Edward "Eddie" Kaspbrak: es el miembro, físicamente, más frágil del grupo; es un hipocondríaco y tiene asma (psicosomática). Educado por una madre dominante y sobreprotectora, desde la muerte de su padre. En su vida adulta obtiene un negocio de limusinas y logra bonanza económica, pero se casa con una mujer muy similar a su madre. Cuando está con sus amigos, reúne el coraje suficiente para enfrentarse al peligro, como es el caso en ambos encuentros con Eso. Él, al igual que Richie, siente un gran respeto y profundo cariño hacia Bill ya que lo consideraba su mejor amigo y lo quería como a un hermano, incluso declaró que cuando eran niños él hubiera dado su vida por salvar a Bill. Sin embargo, en el segundo ataque pierde la vida combatiendo con el monstruo al intentar salvar a Bill y a Richie cuando se encontraban dentro de los fuegos fatuos.
- Richard "Richie" Tozier: es el miembro más divertido del grupo; a veces hace grandes bromas o personificaciones y esto prueba ser un arma muy poderosa contra Eso. Su trauma de la niñez es que utiliza rápidamente los insultos cuando no debería hacerlo y sabe que está en peligro si lo hace, pero aun así los dice. En su primer encuentro con "Eso" lo ve con forma de hombre lobo de una de las películas que había visto. Él siente un gran respeto hacia Bill ya que era su mejor amigo y líder de los Perdedores. En su vida adulta, es un muy famoso comediante radial. En el duelo final sorprende a Eso continuando el rito de Chüd, cuando este creía que solo Bill presentaría batalla de esta forma.
- Stanley "Stan" Uris: conocido como "Stan, el galán". Es el último en aceptar la existencia de Eso y afirma que su existencia no tiene lógica. Stan, así como Mike, por motivos religiosos (es judío) fue perseguido por Henry Bowers. Cuando niño, era un boy-scout y su pasatiempo era observar pájaros. Al derrotar a Eso en 1958 tuvo la idea de hacer una promesa que consistía en que si Eso volvía ellos regresarían a terminar el trabajo y se cortaron las palmas con una botella y luego se agarraron de la mano e hicieron un círculo. Después, de adulto, se hace socio de una poderosa firma de contables en Atlanta. Sin embargo, se suicida cortándose las venas en la bañera después de la llamada telefónica que le hace Mike para no enfrentarse a sus miedos del pasado; antes de morir escribe la palabra "ESO" con su propia sangre en la pared.
- Benjamin "Ben" Hanscom: por causa de su sobrepeso se convierte en la frecuente víctima de Henry Bowers. Además, sufre la ausencia de su padre, muerto en la guerra de Corea. Él está locamente enamorado de Beverly Marsh, aunque guarda en secreto sus sentimientos por ella. Sus habilidades de construcción son muy útiles para «Los perdedores», por hacer un dique donde jugaban y un refugio donde se ocultaban al ser perseguidos por Bowers y compañía. En su vida adulta, se convierte en un exitoso (pero solitario) arquitecto. En el segundo enfrentamiento con Eso, destruye los huevos que la araña había puesto. El ve al 7 como un número mágico y cree que no debería haber uno más ni menos en el grupo de los perdedores.
- Beverly "Bev" Marsh: La única chica del grupo. En 1958, Beverly vivía en la parte pobre de Derry y tenía un padre que abusaba a menudo de ella. Inicialmente, Beverly estaba enamorada de Bill Denbrough. Sus habilidades con el tirachinas constituyen el punto clave en la batalla contra Eso. Ya adulta, se convierte en una exitosa diseñadora de moda, pero está casada con un marido abusador, reflejo de su padre. Tras la destrucción del monstruo se queda con Ben Hanscom. En el capítulo "Amor y Deseo", con 11 años y justo cuando están perdidos en las alcantarillas tras la batalla contra "Eso", incita a todos los chicos a tener relaciones sexuales con ella para mantenerse unidos como grupo y poder escapar. Esto da lugar a una orgía en la que todos los chicos pierden su virginidad con Beverly, simbolizando el fin de la inocencia y el paso a la edad adulta.
- Michael "Mike" Hanlon: el último en unirse a «Los perdedores». Por ser afroamericano es perseguido muchas veces por Henry Bowers. Tras el primer enfrentamiento con Eso, Mike es el único que se queda en Derry y se convierte en bibliotecario. Él se ocupa de llamar a los demás cuando los asesinatos comienzan de nuevo en 1985. Su padre tiene un álbum de fotos (incluyendo varias donde aparece Pennywise) y recortes de diarios donde están documentados varios eventos importantes en la historia de Derry. Con los conocimientos que tiene de Derry y de Eso, se convierte en el historiador del pueblo e investiga los sucesos sobrenaturales que le rodean. Debido a que fue herido de gravedad por Henry Bowers, no puede asistir al segundo ataque contra el monstruo, pero al final se le ve recuperándose exitosamente en un hospital.

### Encuentros con El Club de Los Perdedores
- A Bill Denbrough se le aparece en forma de foto de su difunto hermano.
- A Ben Hanscom se le aparece en forma de una momia.
- Beverly Marsh oye las voces de los niños muertos desde su lavabo, y una burbuja de sangre sale desde las tuberías, manchando a Beverly al explotar.
- Richie Tozier se encuentra con el monstruo en la casa de Neibolt Street con forma de Hombre Lobo y con la forma de la estatua de Paul Bunyan.
- Eddie Kapsbrak dice que se encontró con Pennywise en forma de leproso en casa de Neibolt Street.
- Mike Hanlon tiene un encuentro con Eso en las ruinas de la fundición Kitchener, Eso había tomado la forma de un pájaro gigantesco.
- Stan Uris en la torre depósito de Derry, escucha las pisadas y aproximación de unos niños que murieron ahogándose en la misma torre.

## La Tortuga
El antagonista natural de Eso, es la Tortuga, otro antiguo ser del Macrocosmos que años atrás vomitó nuestro Universo y posiblemente otros. El libro narra que Eso y La Tortuga fueron creados por alguien a quien llaman "El Otro". En la saga de La Torre Oscura, la Tortuga es identificada como Maturin, uno de los doce guardianes que sostienen los pilares que soportan la torre y todos los universos. Mientras que "El Otro", es señalado como "Gan", la fuerza omnipotente que creó todos los universos, todo lo que existe y que se manifiesta físicamente con la forma de la Torre Oscura.
Como contraparte a la fuerza maligna de Eso, la Tortuga es un poder benévolo con una mentalidad infantil e inocente aunque muy antigua y sabia que hizo posible la unión de «Los perdedores»; asimismo, les da fuerza para enfrentarse contra el monstruo, aunque ellos no lo sepan en un nivel consciente, sin embargo jamás interviene en esta realidad de forma tan invasiva como Eso.
En el libro, cuando George baja al sótano a buscar parafina, se encuentra con un bote de cera marca "Turtle" y extrañamente contempla la tortuga de la tapa con profundo sueño hipnótico. Es únicamente Bill, durante el primer enfrentamiento con Eso, que experimenta una alucinación en la que puede comunicarse con la Tortuga y reúne el impulso necesario para terminar con el monstruo. De la misma manera, muchas menciones a lo largo de la obra son relacionadas con sutiles intervenciones suyas, cada vez que el miedo o el acoso de Pennywise parece abrumarlos, logran ver fugazmente dibujos o siluetas con forma de tortuga que al mirar por segunda vez ya no están, pero que logran calmar sus mentes; muchas ideas que se les ocurren a los protagonistas y que los llevan a decisiones acertadas se sospecha que son enviados por la tortuga al punto que a su instinto y a su subconsciente muchas veces acaban refiriéndose como "la voz de la Tortuga"; es gracias a estas intervenciones subliminales que siendo niños logran descubrir el Rito de Chüd, y de la misma forma, siendo ya adultos que viven lejos de Derry, en su mente comienza a repetirse sin control la frase "La tortuga no pudo ayudarnos", cosa que los atemoriza, pero ayuda a recuperar sus memorias y regresar a cumplir su juramento.
Pennywise se refiere a la Tortuga, como un ser viejo y estúpido que no sale de su caparazón y no es rival para él, aunque esto en realidad es solo una opinión formada desde su propio ego que le lleva a confundir su inactividad con falta de inteligencia e incluso reconoce haberla dado por muerta hace mucho. La Tortuga es vieja y poderosa como pocas entidades en el universo literario de King y desde su perspectiva no sólo los humanos son solo niños, también Eso y los Fuegos fatuos, pero como ella misma dice opta por no intervenir ya que no es la vía que acepta como adecuada, sólo opta por hacer comprender a los humanos que poseen por sí solos lo necesario para enfrentar e imponerse a Eso.
En el segundo enfrentamiento contra Eso, la criatura dice a Bill que la tortuga murió ya que su propio vómito la asfixió, lo cual ocasiona confusión en el humano al punto de perder la batalla contra Eso, pero Richie Tozier lo rescata recordándole la inocencia y la alegría de ser niño; aunque no hay certeza a favor o en contra de la afirmación de Pennywise durante este mismo enfrentamiento Bill pudo ver y hablar con la tortuga, sin embargo Bill tiene la certeza que una voz lo ayudó y apoyó durante el último rito de Chüd así que razona que las únicas posibilidades son que la tortuga está viva o el mismo Gan fue quien se manifestó ante él.

## Certeza de su muerte
Desde la publicación de la novela ha habido discrepancias sobre si Pennywise realmente murió a manos de Los Perdedores de forma definitiva, ya que, en una novela más reciente de Stephen King, El cazador de sueños, aparece grabado en una placa conmemorativa de Derry un grafiti con el siniestro mensaje: "PENNYWISE VIVE", aunque algunos aseguran que el mensaje fue escrito por Eso tras su primera derrota a manos de Los "Perdedores"; sin embargo la placa corresponde a un homenaje hecho después de la inundación de 1985 por Los Perdedores a las víctimas de Eso. Aun así, no existe real certeza sobre quién escribió este mensaje y por qué.
Sin embargo, la teoría más aceptada es que ha sido destruido definitivamente, ya que al final de la novela se comenta cómo es que gradualmente el ambiente sobrenatural de Derry se debilita, así como su efecto en la mente de los ciudadanos, lo que mostraría que el poder de Pennywise ya no está alterando el lugar.
Posteriormente esto se vería confirmado en 2010 con la publicación de la novela Todo oscuro, sin estrellas, donde King nombra al payaso en el epílogo del libro refiriéndose a él como "El difunto y no llorado Pennywise".